# Будуємо Україну Разом
Будуємо Україну Разом (БУР)  — українська волонтерська громадська організація. З 2014 року учасники руху мандрують між громадами України, допомагаючи створювати молодіжні та громадські простори та відновлювати будинки для сімей, що цього потребують.

## Історія
У 2014 році молодь з благодійної організації «Львівська освітня фундація» заснувала проєкт «Будуємо Україну разом», у межах якого протягом двох місяців львівські волонтери, до яких приєднались місцеві жителі, працювали в Краматорську. За цей час відремонтували 25 квартир у багатоповерхівці, яка зазнала найбільше пошкоджень. Тоді близько вісімдесяти осіб працювали на волонтерських засадах для відновлення Краматорська. Згодом проєкт переріс у волонтерський рух по всій Україні.
Програма Будуємо Україну Разом виникла, як волонтерська акція у 2014 році та мала на меті відновити будинки, знищені Росією на сході України. Вперше Віталій Кокор, Юрко Дідула та Андрій Левицький поїхали на схід України у липні 2014-го, а вже у серпні, перед Днем Незалежності, у Краматорську розпочали підготовку до першого двомісячного БУР-табору. Першими містами-учасниками БУР стали Краматорськ, Слов'янськ і село Семенівка. Відтак, за два місяці роботи у Краматорську, було відновлено близько 25 помешкань. Внаслідок такої згуртованості після волонтерського табору у Краматорську була створена «Вільна хата» — простір для розвитку та творчості у місті, ініціатором якого був Микола Дорохов. За її принципом у травні 2015 виникла «Теплиця» та ще 7 молодіжних центрів лише у Донецькій області.
Крім того, місцева команда запустила бізнес та соціальний інкубатор, який дав знання та фінансування для розвитку місцевих молодіжних активістів та підприємців. Все це сприяло покращенню економічної та культурної ситуації в місті та надало більше можливостей для місцевої молоді. З того моменту, модель БУР включає волонтерство, неформальну освіту, фінансування бізнес та освітніх проєктів, менторство та формування довіри, які застосовувались в 65 містах по всій Україні.
У 2015 році учасники руху працювали у місті Слов'янськ та Семенівці, мали 8 масштабних об'єктів та більше 80 волонтерів з усієї України.
У 2016 організація проводила будівельні табори в одинадцяти містах, а в чотирьох із них після бурної діяльності утворилися молодіжні центри.

## БУР у 2022 році
З перших тижнів після повномасштабного вторгнення офіс БУРу почав приймати велику кількість запитів від спільноти. БУР забезпечив продуктами соціальну їдальню у Слов'янську, харчами та засобами гігієни постраждалі громади в Соледарі, Новій Водолазі, Доманівці, Києві та Запоріжжі. Конотоп та Київ забезпечили будівельними матеріалами, а осередкам, які допомагали облаштовувати постраждале від війни житло, відправили робочі інструменти.
Деякий час після 24-го лютого БУР фокусувався на підтримці вояків та воячок із волонтерської спільноти. Так БУР передав нашому війську спорядження на понад 17 млн гривень: 21 ноутбук, 15 планшетів, 80 тепловізорів, 6 дронів, 45 машин, 375 бронежилетів, 812 рацій, 135 шоломів, 329 аптечок, 500 турнікетів та понад 100 комплектів термобілизни.
Вже з червня БУР повноцінно повернувся до програмної діяльності. Завдяки 2626 волонтерам/кам БУР створив комфортні умови проживання для понад 5000 людей із постраждалих від війни громад. Також було запущено проєкт довгострокового волонерства, який підсилив 8 громад України.
З початку повномасштабного вторгнення волонтери БУР відремонтували кімнати гуртожитку у Львові для працівників релокованого підприємства «Рубіжанська панчішна мануфактура», відбудовували понівечені війною оселі в Чернігові та Чернігівській області, відновлювали будинку на Івано-Франківщині для переміщених родин з Маріуполя.
Разом з командою Prometheus БУР запустив онлайн-курс з проєктного менеджменту, і це дало можливість понад 1000 учасникам вдосконалити власні навички.
За цей рік було організовано 33 БУР-табори (загальна кількість заїздів: 82), 119 БУРчиків та намальовано в рамках акції «Малюй з БУР» 29 муралів.

## Активності

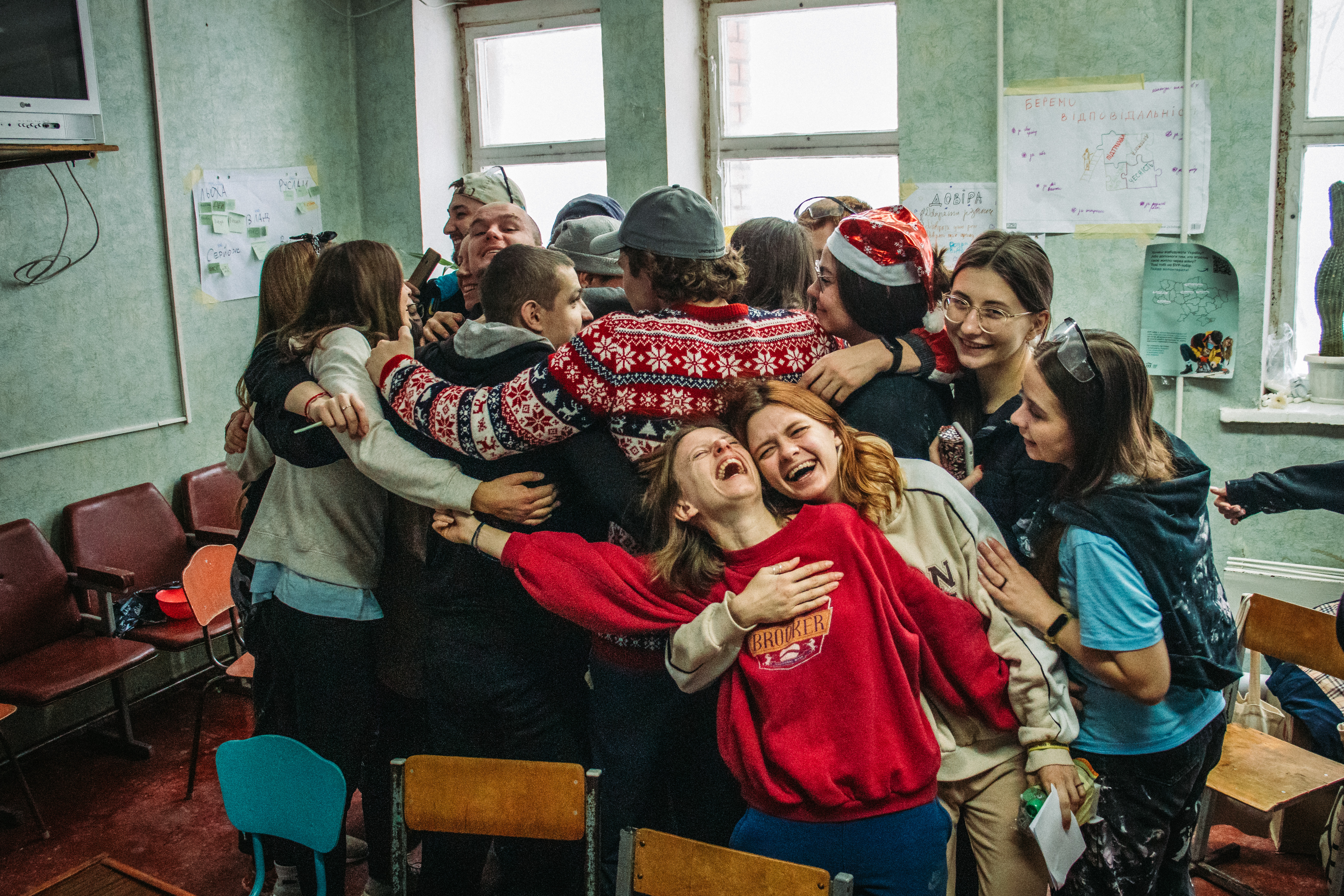
БУР-табір в Полтаві 2022

«БУР-табір» — волонтерський будівничий табір в невеликих містах чи селах України, Молодь з усієї країни та міжнародні волонтери за табір здатні подарувати громаді: відновлену школу, сучасний молодіжний простір, фельдшерський пункт чи нове помешкання для сотень українців, які втратили свій дім через війну. Тривалість: 7-10 днів.
«БУРчик» — будівнича локальна акція для місцевих волонтерів. 10-20 місцевих жителів стають волонтерами на кілька днів у своїй громаді, аби зробити косметичний ремонт у важливих для громади просторах. Тривалість: 1-3 дні.
«БУР-толока» — волонтерська активність під відкритим небом пов'язана із прибиранням території. Тривалість: 1-3 дні.
«Довгострокове волонтерство» — проєкт, спрямований на взаємний розвиток молодих волонтерів/ок та громад, волонтери та волонтерки їдуть до обраної громади, аби на місці допомогти розвитку молодіжних ініціатив: брати участь у створенні молодіжної стратегії, організовувати заходи та проєкти з профорієнтації для школярів чи запускати молодіжну раду. Тривалість: 3-6 місяців.
«БУР-осередки» — спільнота волонтерів та прихильників БУРу, що розвиває громадянську свідомість за допомогою волонтерських акцій взаємодопомоги та культурно-освітніх заходів. Тут акумулюється енергетика і є місце для генерування та втілення ідей.
«BUR LAB Лабораторія відповідальності» — це навчальна програма з проєктного менеджменту у сфері громадської діяльності та підприємництва. Програма дає максимум інформації та інструментів щодо проєктного менеджменту, фандрейзингу та PR.
«БУРмобіль» — мобільна майстерня для перетворення сільського чи міського простору в комфортне місце відпочинку, зустрічей та генерування ідей. БУРмобіль складається з мікроавтобуса і причепу. Причіп переобладнано на майстерню з висувними полицями, стелажами для інструментів та генератором електроенергії — для автономного функціонування.

## Досягнення
БУР 2014—2022:
- 6346 волонтерів та волонтерок
- 11 довгострокових волонтерів та волонтерок
- 7 діючих осередків (10 недіючих)
- 109 таборів
- 116 БУРчиків у 2021 році в осередках
- 115 БУРчиків за 2022 рік з червня
- 290 учасників учасників програми менторства (менті та ментори)